# Short Cut
Singles de S/mileage
Onaji Jikyū de Hataraku Tomodachi no Bijin Mama
(2010) Koi ni Booing Boo!
(2011)
Singles par Lilpri
Idolulu
(2010)
 Short Cut  (ショートカット) est le 4e single "major" (et 8e single au total) du groupe de J-pop S/mileage, sorti en 2011.

## Présentation
Le single, écrit, composé et produit par Tsunku, sort le 9 février 2011 au Japon sur le label hachama, quatre mois après son précédent single, Onaji Jikyū de Hataraku Tomodachi no Bijin Mama. Il atteint la 5e place du classement des ventes de l'oricon, et reste classé pendant trois semaines. Il sort aussi en quatre éditions limitées notées "A", "B", "C", et "D", avec des pochettes différentes, une chanson en "face B" différente, et pour les trois premières un DVD différent en supplément (la "D" n'a pas de DVD). Le single ne sort pas cette fois aussi au format "Single V" (vidéo DVD contenant le clip vidéo), mais il sort quand même dans une édition limitée "Event V" (DVD) vendue uniquement lors de prestations du groupe.
La chanson-titre figurera en fin d'année sur la compilation annuelle du Hello! Project Petit Best 12, puis sur la compilation du groupe S/mileage Best Album Kanzenban 1 qui sort en 2012. La chanson en "face B" de l'édition régulière est une reprise de Otome Pasta ni Kandō sortie en single en 2000 par l'ancien groupe affilié Tanpopo. Celle en "face B" des éditions limitées est une nouvelle chanson : Panya San no Arubaito.

## Formation
Membres du groupe créditées sur le single :
- Ayaka Wada
- Yūka Maeda
- Kanon Fukuda
- Saki Ogawa

## Liste des titres
Single CD (édition régulière)
1. Short Cut  (ショートカット?)
2. Otome Pasta ni Kandō  (乙女パスタに感動?) (reprise de Otome Pasta ni Kandō)
3. Short Cut (instrumental)  (ショートカット...?)

Single CD (éditions limitées)
1. Short Cut  (ショートカット?)
2. Panya San no Arubaito  (パン屋さんのアルバイト?)
3. Short Cut (instrumental)  (ショートカット...?)

DVD de l'édition limitée "A"
1. Short Cut (Dance Shot Ver.)  (ショートカット...?)

DVD de l'édition limitée "B"
1. Short Cut (Image Scene Ver.)  (ショートカット...?)

DVD de l'édition limitée "C"
1. Short Cut (salon dream Ver.)   (ショートカット...?)

Event V (DVD)
1. Short Cut (Space Travel Ver.)  (ショートカット...?)
2. Short Cut (Wada Ayaka Close-up Ver.)  (... 和田彩花 Close-up Ver.?)
3. Short Cut (Maeda Yūka Close-up Ver.)  (... 前田憂佳 Close-up Ver.?)
4. Short Cut (Fukuda Kanon Close-up Ver.)  (... 福田花音 Close-up Ver.?)
5. Short Cut (Ogawa Saki Close-up Ver.)  (... 小川紗季 Close-up Ver.?)